# Gaita gastoreña

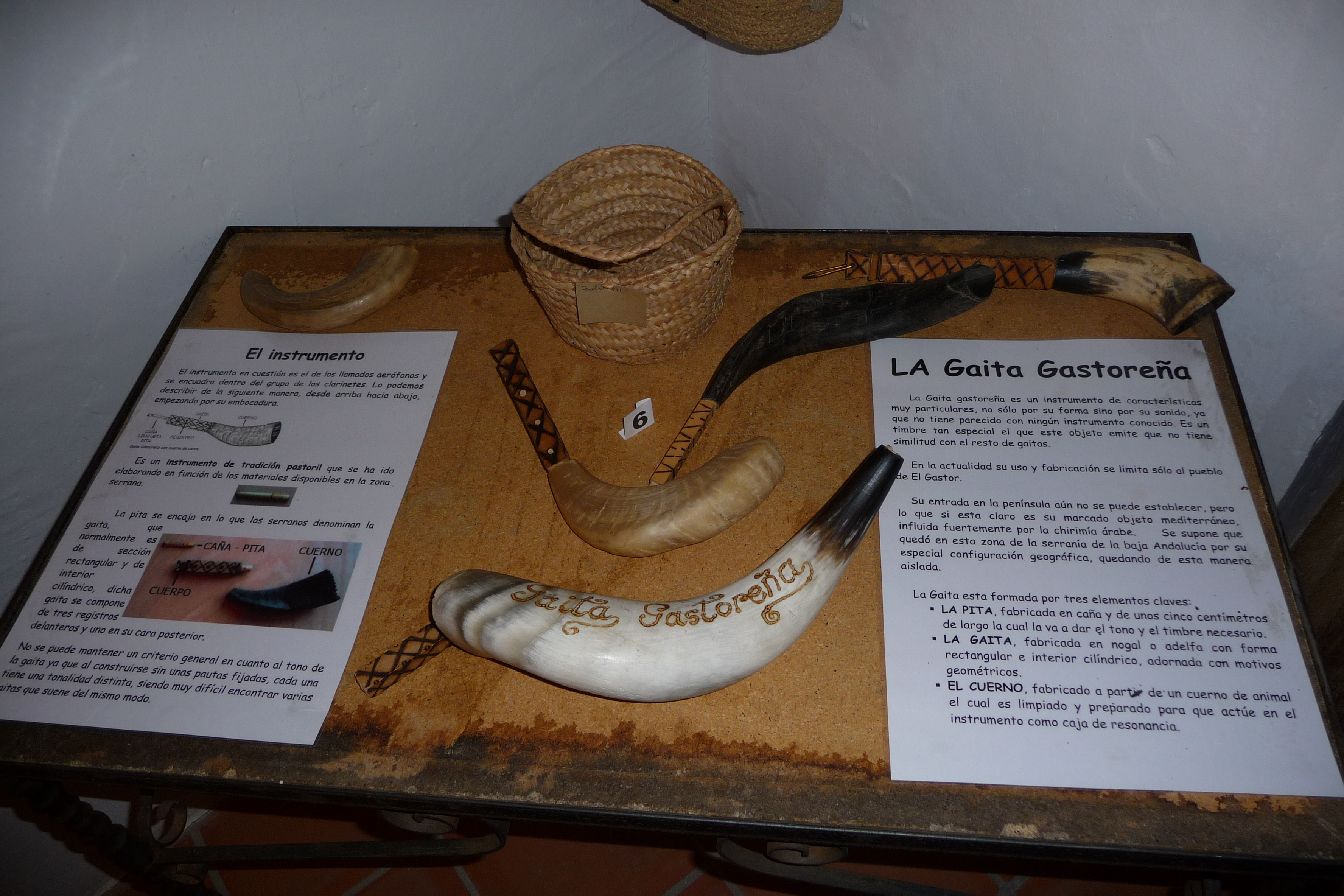
Gaita gastoreña.

La gaita gastoreña es un instrumento de viento o aerófono de lengüeta simple, propio del municipio de El Gastor, en la provincia de Cádiz (Andalucía). Consta de una lengüeta simple, un tubo sonoro de madera agujereado en su parte superior e inferior y un pabellón de resonancia constituido por un cuerno. En España sólo existen gaitas parecidas a la gastoreña en Madrid y en el País Vasco. Esta última recibe el nombre de alboka.

## Tradición

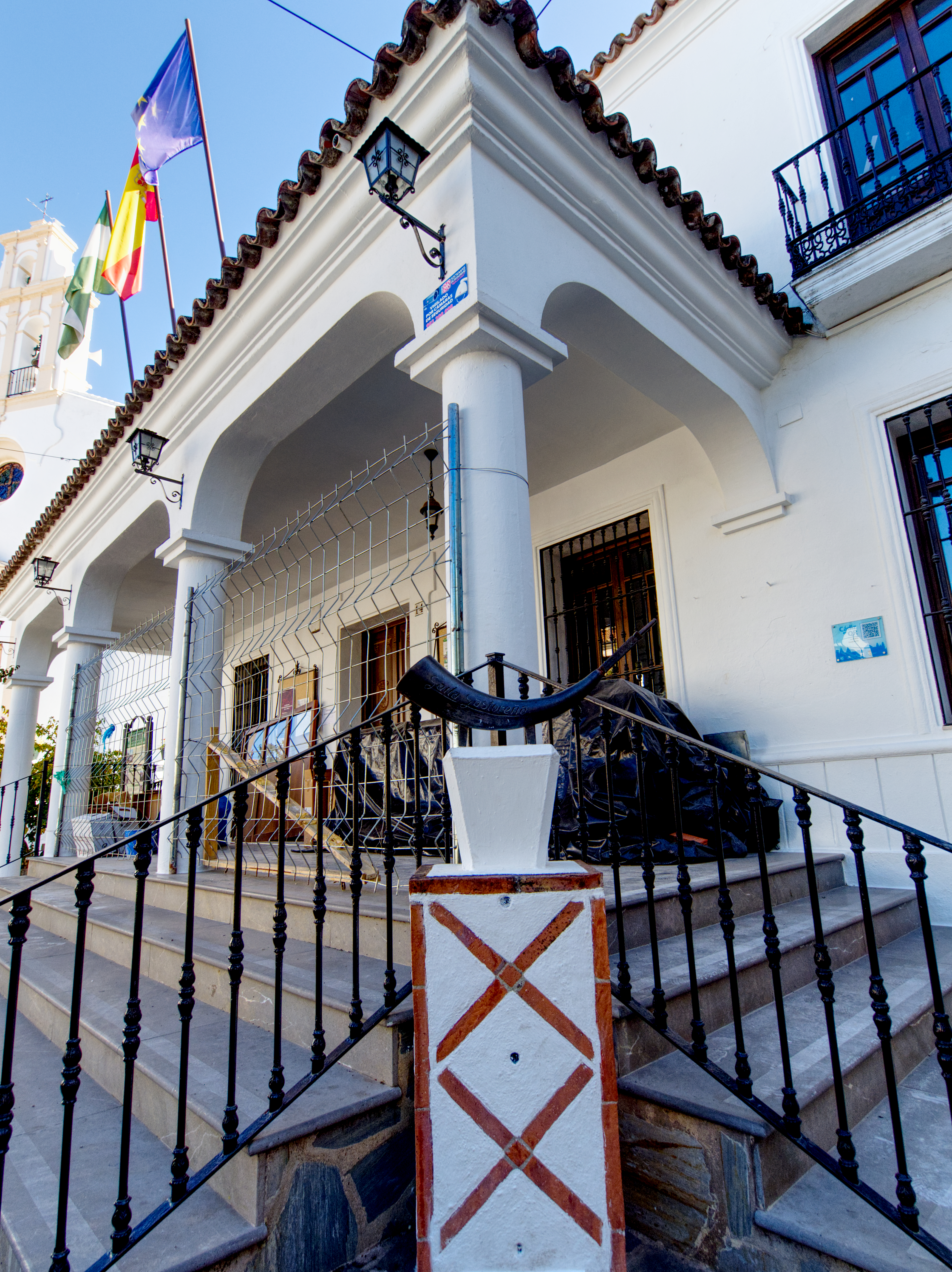
Monumento a la gaita gastoreña

De forma tradicional, la gaita gastoreña se tocaba a partir de noviembre. Los más jóvenes hacían sus gaitas alrededor de las hogueras para amenizar las noches de los últimos meses del año. Al terminar las fiestas de Navidad, las gaitas se dejaban de oír hasta el año siguiente, en el que se volvían a fabricar. Actualmente, la gaita gastoreña se toca en las fiestas del Corpus Christi y en Navidad. Durante la festividad del Corpus se celebra en El Gastor un certamen de gaita gastoreña al que asisten habitantes tanto de la localidad como de otros lugares.